# Carleton (district électoral du Canada-Uni)
Pour les articles homonymes, voir Carleton.
Circonscription électorale provinciale du Canada
Carleton est un district électoral de l'Assemblée législative de la province du Canada.

## Liste des députés
| Années | Années      | Député                   | Affiliation    |
| ------ | ----------- | ------------------------ | -------------- |
|        | 1841 - 1844 | James Johnston           | Tory unioniste |
|        | 1844 - 1846 | James Johnston           | Réformiste     |
|        | 1846 - 1848 | George Lyon              | Conservateur   |
|        | 1848 - 1851 | Edward Malloch           | Conservateur   |
|        | 1851 - 1854 | Edward Malloch           | Conservateur   |
|        | 1854 - 1858 | William Frederick Powell | Conservateur   |
|        | 1858 - 1861 | William Frederick Powell | Conservateur   |
|        | 1861 - 1863 | William Frederick Powell | Conservateur   |
|        | 1863 - 1867 | William Frederick Powell | Conservateur   |